# TGV Duplex
TGV Duplex (фр. Подвійний) — серія французьких високошвидкісних двоповерхових електропоїздів. Випускаються компанією Alstom Transport - залізничним підрозділом концерну Alstom. Електропоїзди цієї серії є єдиними з усіх поїздів TGV, які мають двоповерхові вагони. Також вони вважаються першими, з модельного ряду TGV, електропоїздами 3-го покоління.

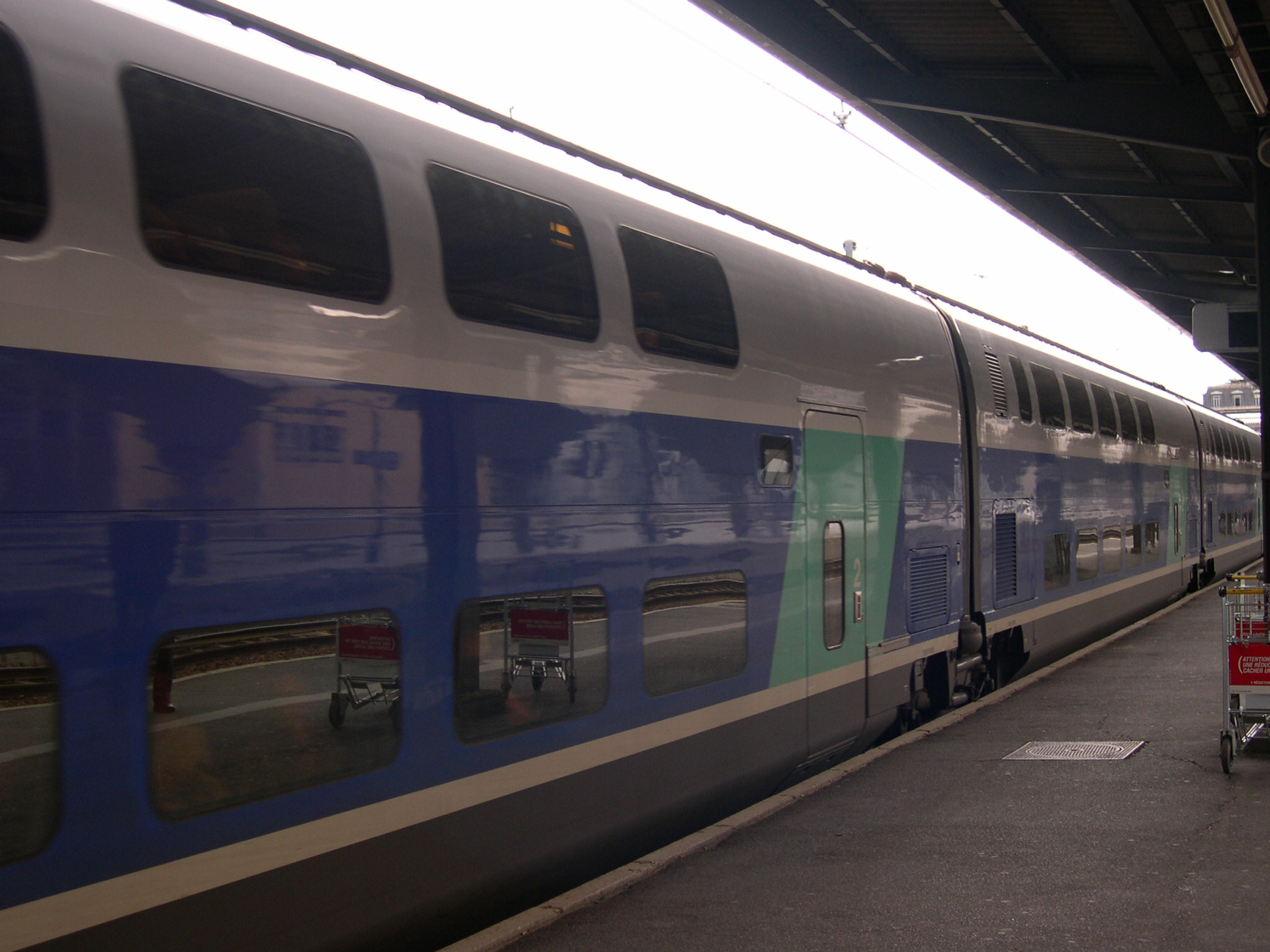
Двоповерхові вагони дозволяють перевозити майже на 45% більше пасажирів, ніж одноповерхові

Електропоїзди Duplex були створені на базі TGV Réseau, спочатку як експериментальні. Однак завдяки двоповерховій конструкції, через яку TGV Duplex дозволяє при збереженні довжини перевозити майже на 45% більше пасажирів, роль цих потягів помітно зросла і наразі вони є основними поїздами на лініях TGV. В основному вони працюють на лінії LGV Est, причому нерідко здвоєними потягами, які можуть складатись або з 2-х Duplex-ів, або з Duplex-у і одноповерхового електропоїзда (PSE, Atlantique або Réseau).

## TGV Duplex в комп'ютерних іграх
У грі «Транспортний олігарх» присутній електропоїзд TGV Duplex, який з'являється в 1984 році при грі на території Європи.
Крім того, поїзд присутній в неофіційних доповненнях до різноманітних симуляторів залізниці, таким як Microsoft Train Simulator та Trainz. Гравець також має змогу провести цей потяг по маршруту LGV: Marseille - Avignon у грі Train Simulator 2016. Пізніше було випущено DLC, яке давало змогу досягти міста Ліон, загальна довжина залізничних колій була більшою ніж 300 кілометрів. В 2020 році для симулятора Train Sim World 2 з'явилось доповнення LGV: Marseille - Avignon. Маршрут був оновлений в порівнянні з версією 2016 року, було значно покращено пророблення систем в кабіні, управління стало більш складним і реалістичним.

## Фотогалерея

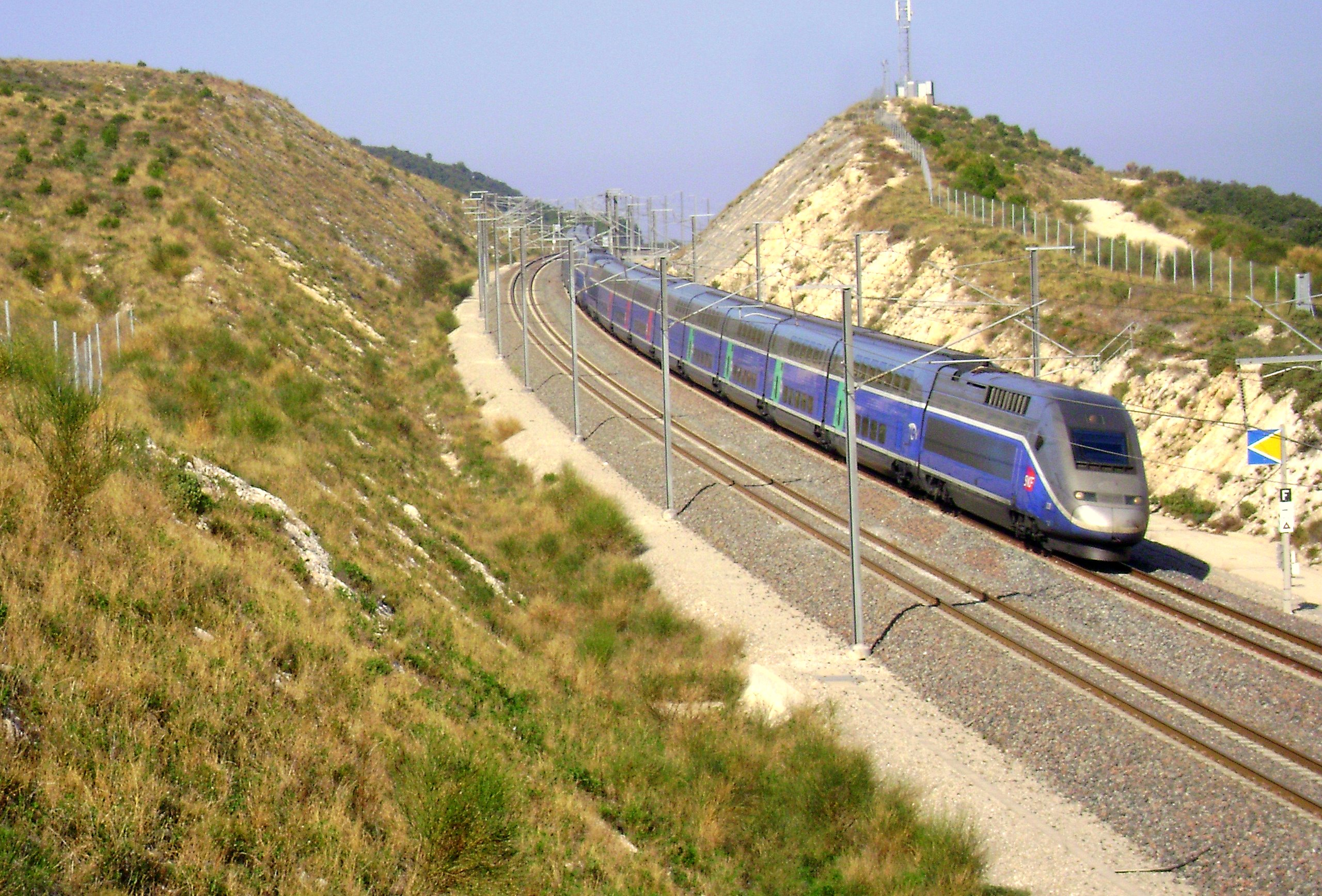
TGV Duplex поблизу станції Авіньйон на лінії LGV Середземномор'я
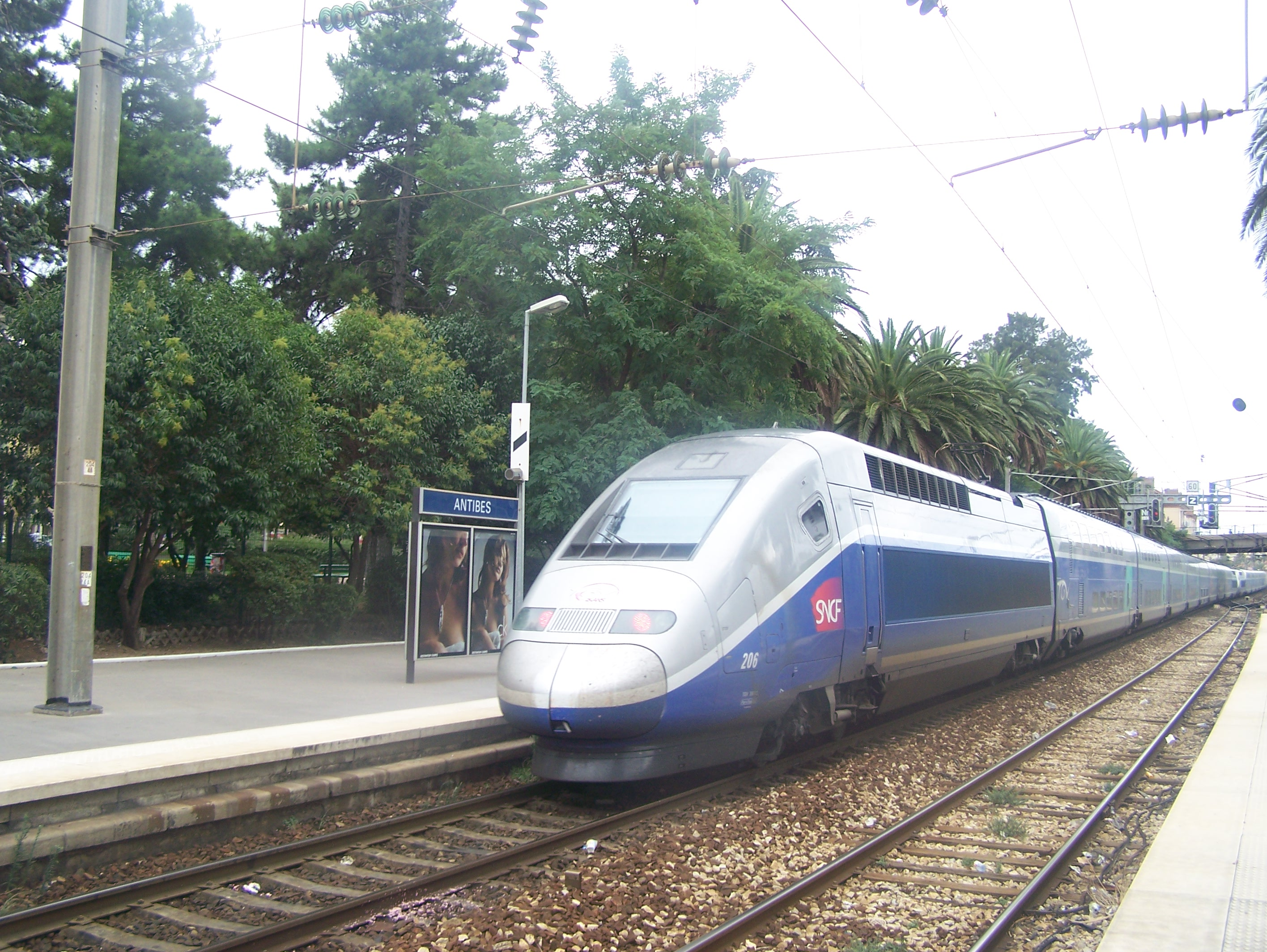
TGV Duplex №206 в Антібі
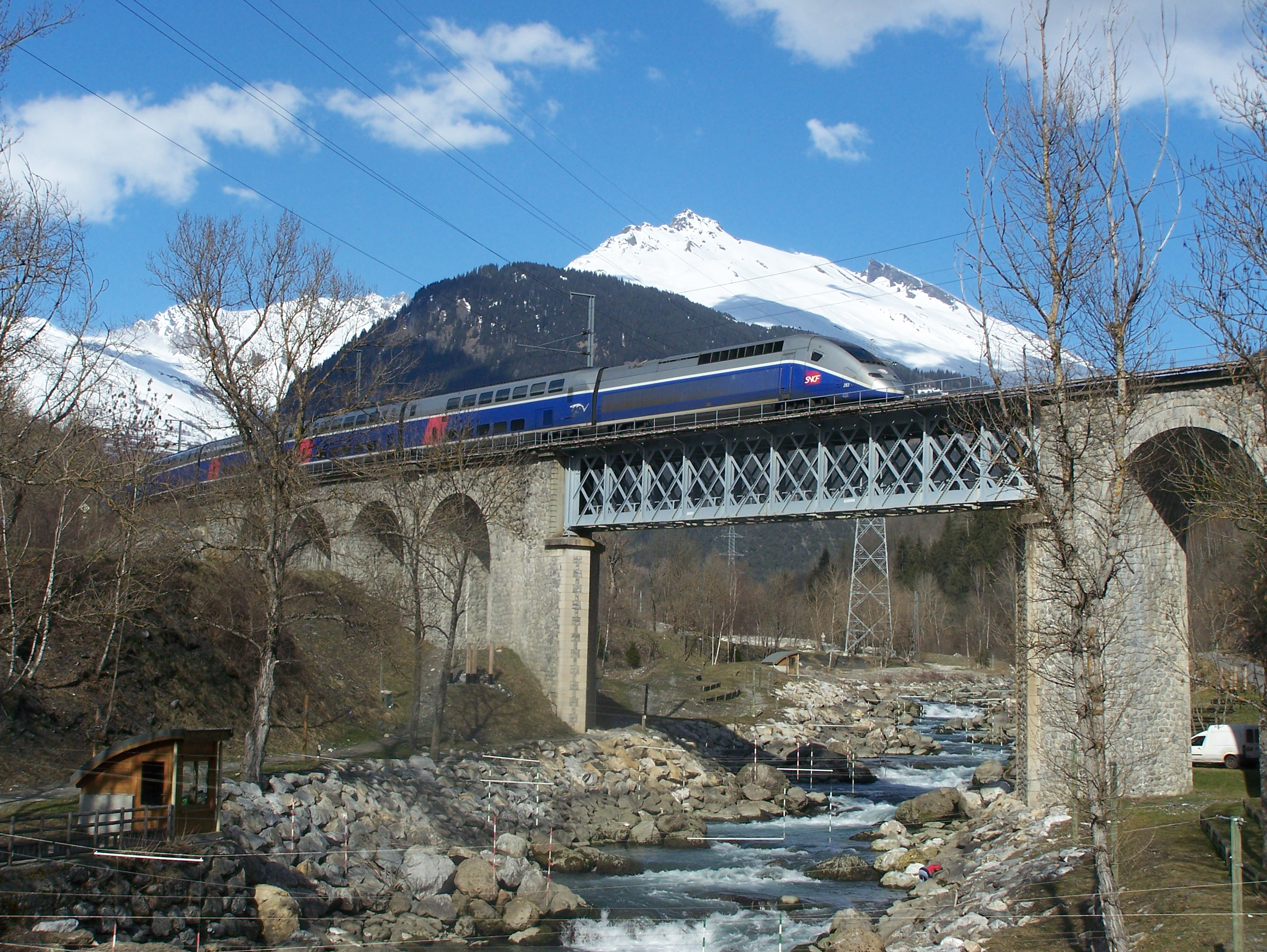
TGV Duplex №283 на мосту в муніципалітеті Бур-Сен-Морис
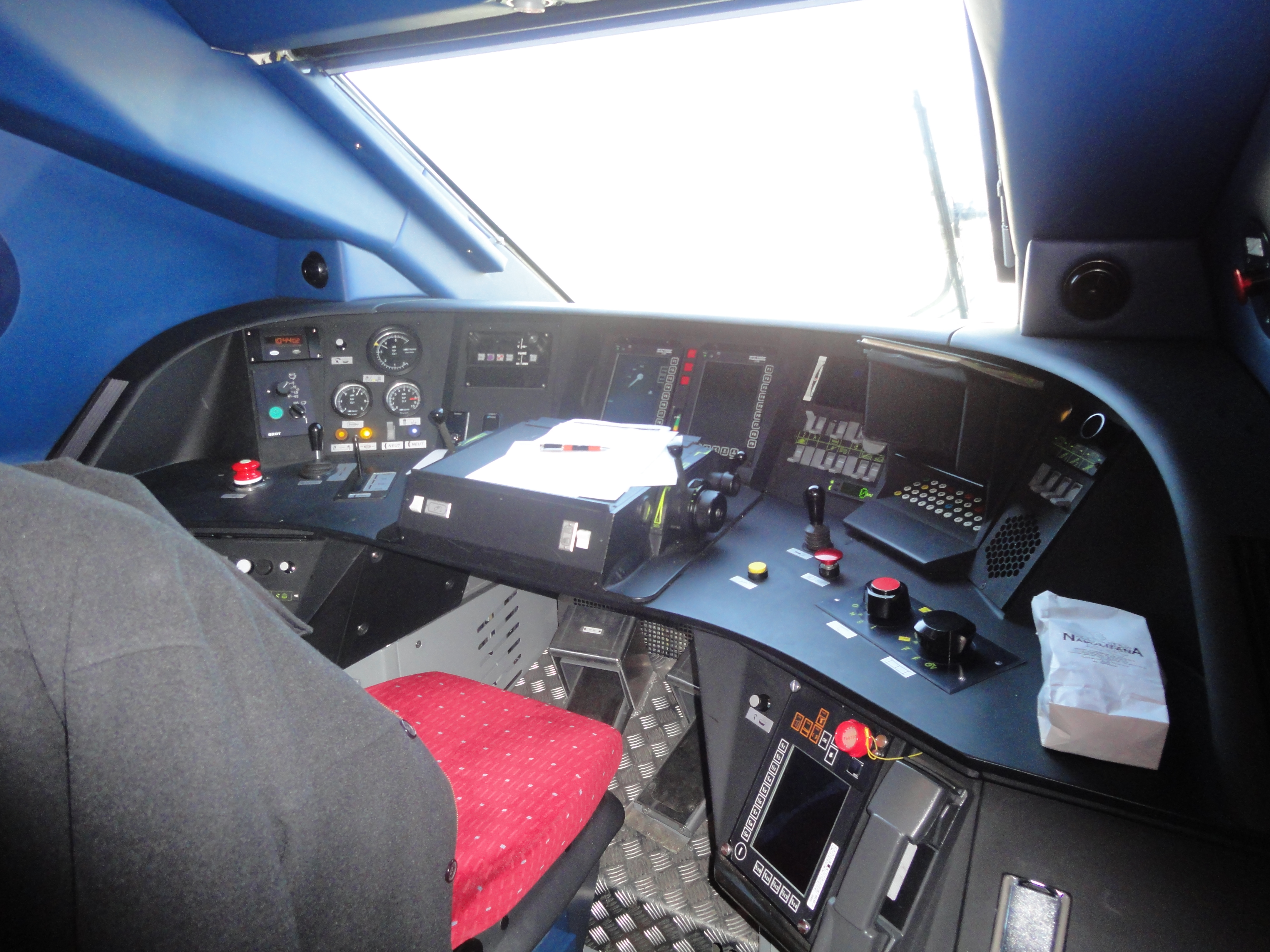
Кабіна поїзда TGV Duplex
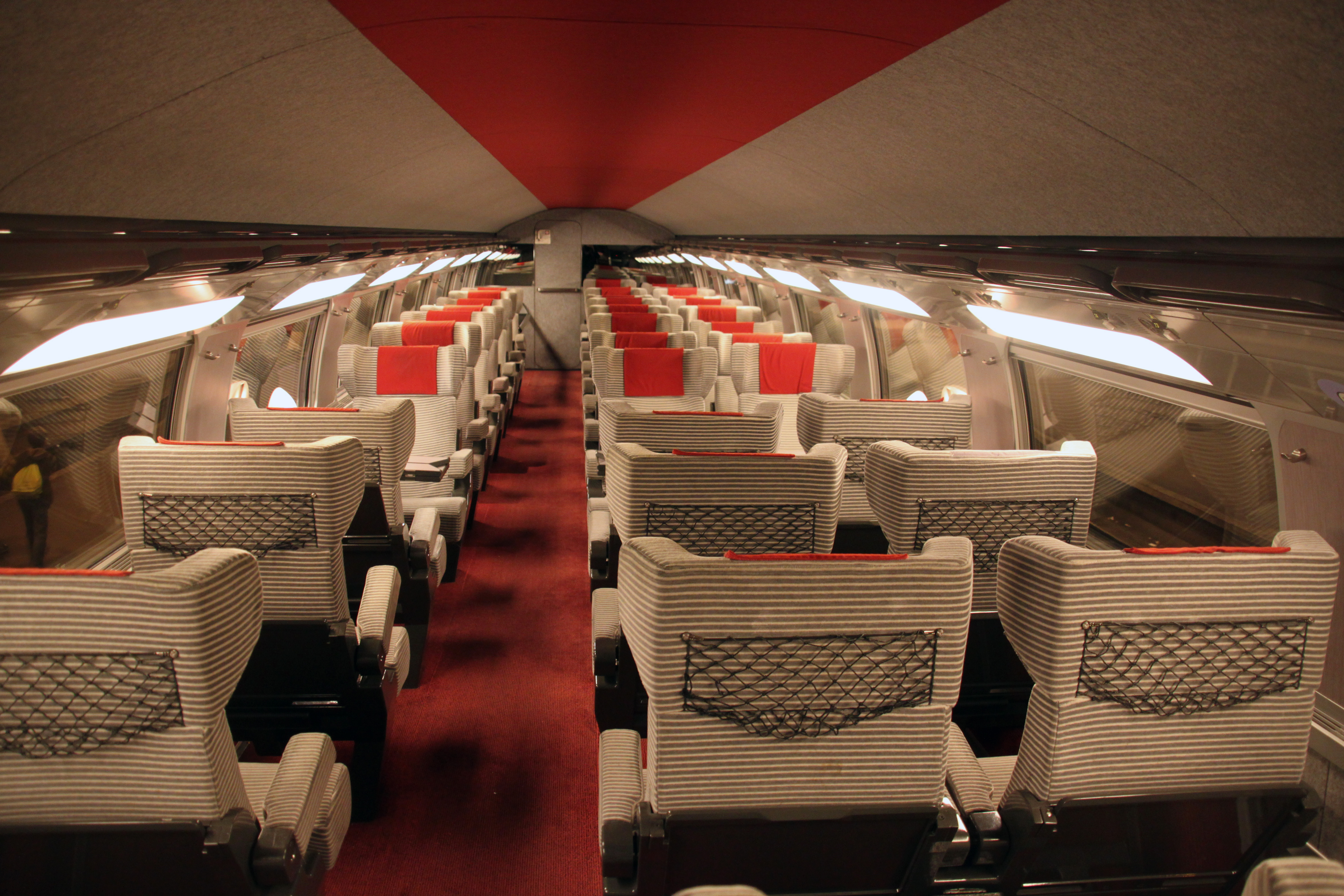
Інтер'єр салону 1-го класу
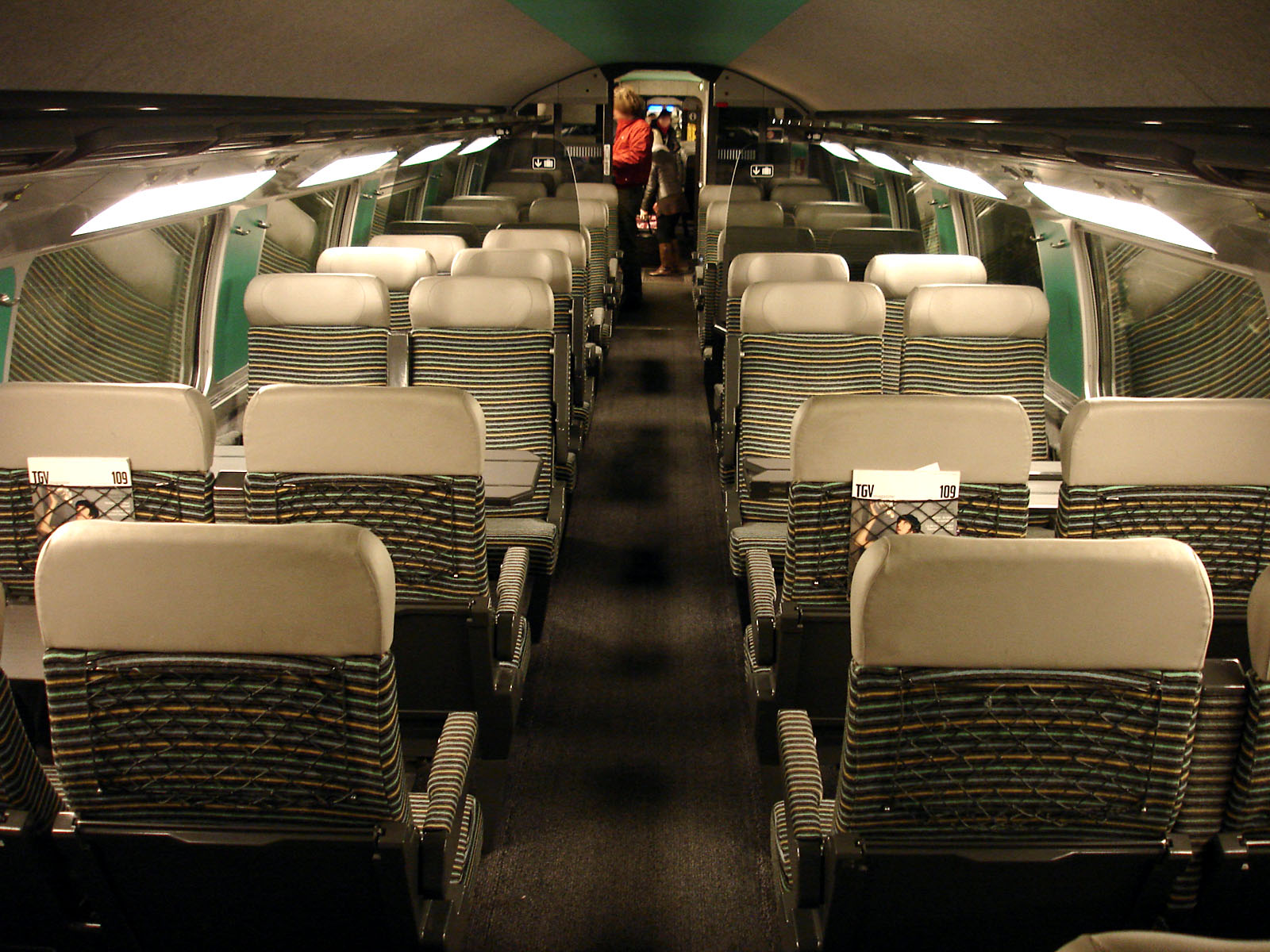
Інтер'єр салону 2-го класу поїзда TGV Duplex 1-го покоління
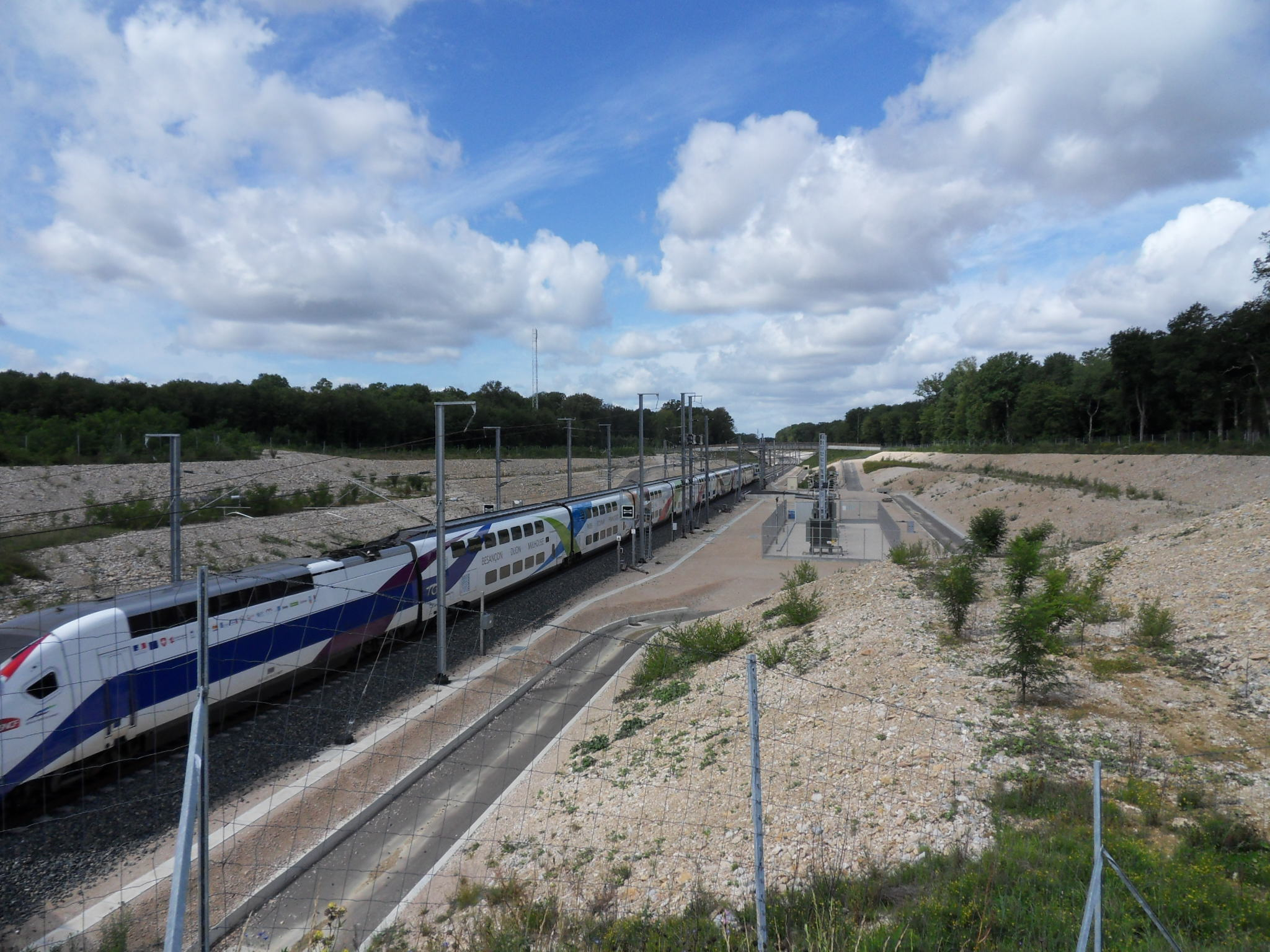
Випробування поїзда №746 на лінії LGV Рейн-Рона
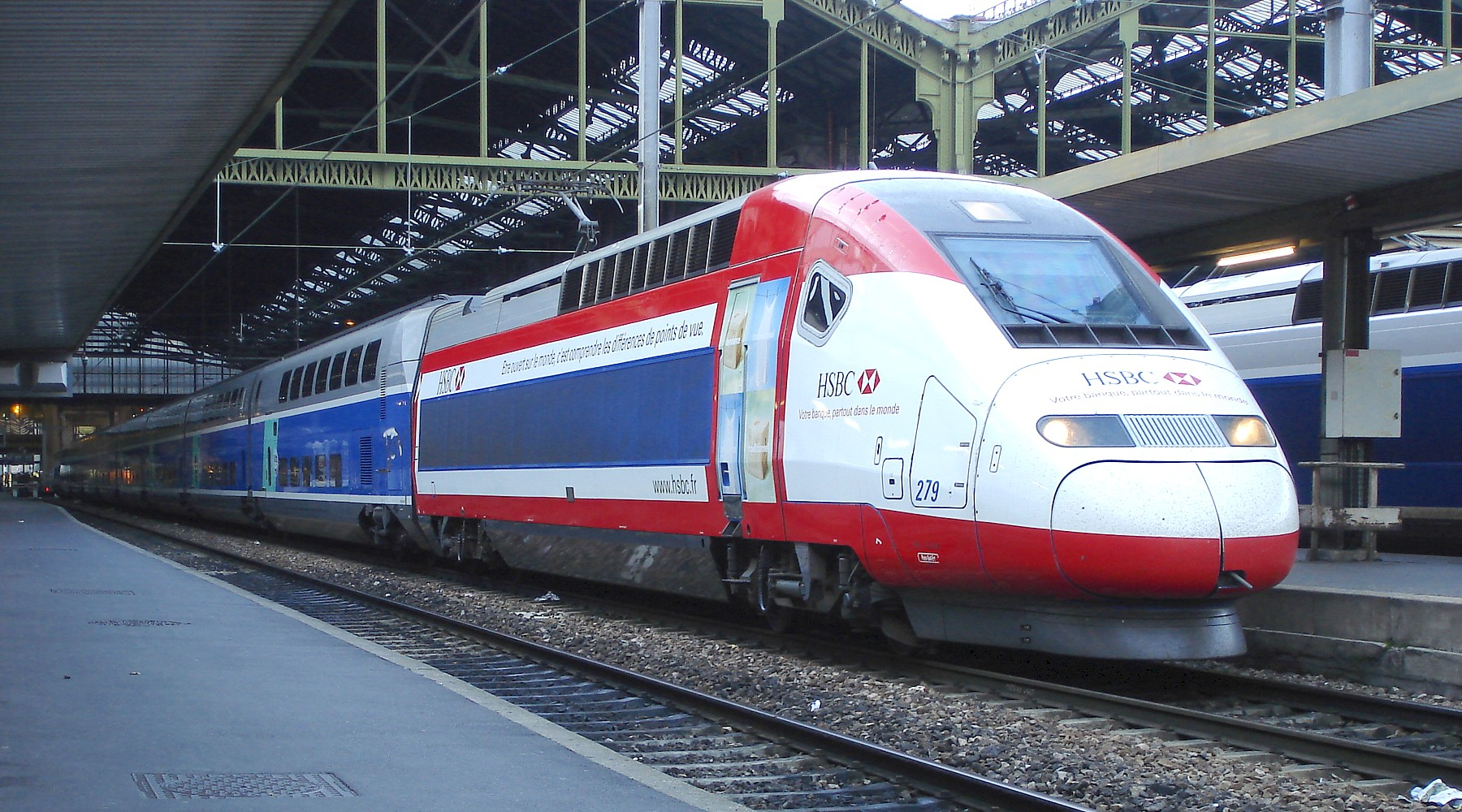
Поїзд №279 в розфарбуванні для реклами компанії HSBC